# Giovanna Turchiarelli
Giovanna Turchiarelli (* 30. September 1983 in Foggia) ist eine italienische Inline-Speedskaterin. Sie begann mit sechs Jahren mit dem Inlineskaten.
Ihre ersten internationalen Erfolge erzielt sie bei den Inline-Speedskating-Junioren-Weltmeisterschaften 1999 und 2000, wo sie insgesamt drei Medaillen gewinnen konnte.
Bei den Senioren konnte sie an ihre Erfolge anknüpfen und gewann zahlreiche Medaillen bei den Inline-Speedskating-Europameisterschaften. 2006 gewinnt Turchiarelli mit der Staffel ihre erste Goldmedaille bei der Inline-Speedskating EM. Im gleichen Jahr gelingt ihr zum ersten Mal auch der Sieg beim prestigeträchtigen Berlin-Marathon.
Turchiarelli gewinnt bei der WM 2008 in Gijón die Bronzemedaille im Marathon. Dies ist bisher ihre einzige Medaille bei einer Weltmeisterschaft.
Zwischen 2006 und 2011 hat sie an zahlreichen World-Inline-Cup Rennen teilgenommen und bisher neun Weltcupsiege errungen. 2010 gelingt ihr zudem der Sieg in der Gesamtwertung.
2010 gewinnt sie zum zweiten Mal den Berlin-Marathon. Im Zielsprint besiegte sie dabei Cecilia Baena, die so ihren vierten Triumph in Berlin verpasste.
Turchiarelli startete für verschiedene Profi-Teams, u. a. von 2006 bis 2007 für Alessi-Powerslide, 2008 für Powerslide Alessi World, 2009 für Powerslide Matter World und von 2010 bis 2011 für Alessi World.